# Synaptische plasticiteit
Synaptische plasticiteit staat voor het vermogen van de verbinding (de synaps) tussen twee zenuwcellen om van sterkte te veranderen. Dit houdt in dat de membraanpotentiaal die bij het doorgeven van een impuls  in de postsynaptische cel optreedt (de postsynaptische potentiaal), in sterkte kan variëren. Aangenomen wordt dat dit vermogen de neurochemische basis vormt voor het leren en het geheugen.

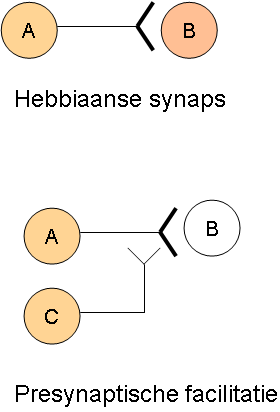
Voorbeeld van twee vormen van synaptische plasticiteit. Hebbiaanse synaps: versterking van de synaps door gelijktijdige activiteit van het pre- en postsynaptische neuron. Presynaptische facilitatie: cel B is niet actief, maar interneuron C moduleert activiteit van neuron A. Het laatste principe speelt vooral een rol bij klassiek conditioneren

 Er zijn verschillende mechanismen werkzaam bij deze verandering, zoals variatie van de hoeveelheid neurotransmitters die bij de impulsoverdracht worden gebruikt, en verandering in de reactie van de postsynaptische cel op deze neurotransmitters. Dit laatste kan worden bewerkstelligd door verandering van de synaptische proteïnen, de receptoren, of door middel van zogenaamde second messenger neurotransmitters die door gentranscriptie veranderingen in de hoeveelheid synaptische proteïnen teweegbrengen. Deze tweede methode zorgt voor een langer durend effect, de langetermijnpotentiëring (LTP).
Daarnaast kan verandering van de membraanpotentiaal worden bewerkstelligd door het wisselen van de hoeveelheid NMDA- en AMPA-receptoren op de postsynaptische celmembraan. Een toename van deze receptoren wordt tot stand gebracht door exocytose, een vermindering door endocytose.
Ook zijn er mechanismen aanwezig die voor negatieve terugkoppeling zorgen, zodat een cel niet voortdurend of helemaal niet geprikkeld wordt. Dit zijn het zg. scaling en metaplasticiteit. Bij scaling wordt, door verandering in de hoeveelheid NMDA-receptoren, bij langdurige excitatie de postsynaptische cel minder gevoelig en bij langdurige inhibitie gevoeliger. Bij metaplasticiteit treden er, na grote schommelingen in de sterkte van de synaps, veranderingen op in de NMDA-receptoren, waardoor het vermogen tot verandering, de plasticiteit, afneemt. En daarmee het vermogen tot veranderingen laat schommelen. 
In het algemeen is plasticiteit een eigenschap van de hersenen die door combinatie van synaptogenese (het vermeerderen van synaptische bindingen) en pruning (het tegenovergestelde proces) de mogelijkheid tot leren bewerkstelligt. 